# Bjarezinskaja kanal
Bjarezinskaja kanal (egentligen belarusiska: Бярэзінская водная сістэма Bjarezinskaja vodnaja sistema; vattensystem) är en kanal i Belarus. Kanalen förbinder floderna Bjarezina  och Ula. Den ligger i den norra delen av landet, 90 kilometer nordost om huvudstaden Minsk.
Kanalen byggdes 1797–1805. Den var avsedd för export av jordbruksprodukter, råvaror och skogar från provinserna Mogilev och Minsk till hamnen i Riga. Fram till 1800-talets slut användes systemet för sjöfart, men järnvägskonkurrens orsakade systemets nedgång i början av 1900-talet. Under andra världskriget sprängdes slussarna och kanalerna förföll. I dag används några av kanalerna av båtturister.
I omgivningarna runt Bjarezinskajakanalen växer i huvudsak blandskog. Runt Bjarezinskajakanalen är det ganska tätbefolkat, med 54 invånare per kvadratkilometer.